# Challenge mondiale endurance
La Challenge mondiale endurance, conosciuto comunemente come Challenge mondiale, è stata una serie di competizioni per prototipi organizzata dal 1962 al 1974.

## Storia
Il Challenge mondiale viene istituito nel 1962 con il nome Challenge mondiale de vitesse.

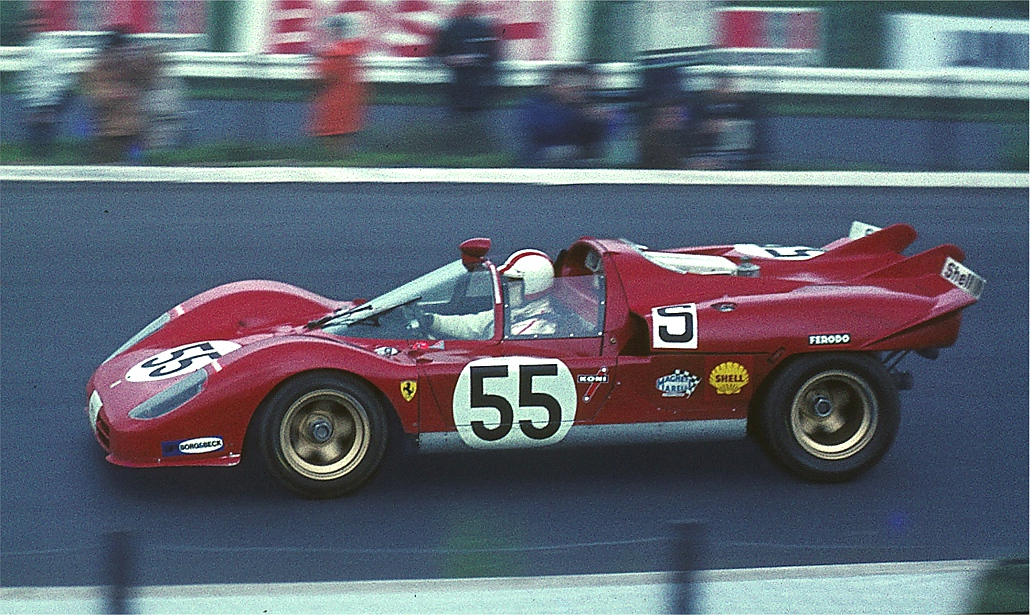
Nino Vaccarella al volante della Ferrari 512 S alla 1000 km del Nürburgring del 1970.

Nel 1962 la Commissione Sportiva Internazionale, per conto della Federazione Internazionale dell'Automobile, dedica il Campionato del mondo alle vetture gran turismo e non più alle vetture sport come nelle stagioni precedenti.L'Automobile Club de l'Ouest che organizza la 24 Ore di Le Mans, insieme con gli organizzatori della 12 Ore di Sebring, della Targa Florio e della 1000 km del Nürburgring, sviluppano un campionato alternativo che comprende le loro quattro gare, denominandolo Challenge mondiale de vitesse, che privilegia le vetture progettate e costruite appositamente per le competizioni.
Gli organizzatori del Challenge creano una nuova categoria di vetture da corsa che non devono essere prodotte in una quantità minima di esemplari e di cilindrata entro i 4.0 litri chiamata Prototype experimental ma spesso chiamata semplicemente Prototype. Sono i primi esemplari dei Prototipi che, anche se con nomi diversi e cambi regolamentari, domineranno le gare di durata dei decenni successivi.
Le quattro gare più importanti del mondo, cui si aggiungerà in seguito la 1000 Km di Spa, sono quindi valide per il Challenge mondiale riservato ai prototipi e per il Campionato internazionale costruttori gran turismo, il massimo campionato della Federazione Internazionale dell'Automobile. In queste quattro prove gareggiano contemporaneamente prototipi, che puntano alla vittoria assoluta e al titolo nel Challenge, e granturismo, che spesso ambiscono solo alle vittorie di classe ma competono per il Campionato più blasonato. Dal 1966, quando il Campionato internazionale costruttori gran turismo della Federazione Internazionale dell'Automobile diventa Campionato internazionale costruttori e viene dedicato ai prototipi, questi ultimi diventano la classe regina del Challenge, del Campionato e delle principali corse di durata.
Il Challenge mondiale viene disputato fino al 1973.

## Albo d'oro
| Anno | Pilota  |
| ---- | ------- |
| 1962 | Ferrari |
| 1963 | Ferrari |
| 1964 | Ferrari |
| 1965 | Ferrari |
| 1966 | Ford    |
| 1967 | Porsche |
| 1968 | Porsche |
| 1969 | Porsche |
| 1970 | Porsche |
| 1971 | Porsche |
| 1972 | Ferrari |
| 1973 | Porsche |
| 1974 | Matra   |